# L'Hostal (Sora)
L'Hostal és una casa de Sora (Osona) inclosa a l'Inventari del Patrimoni Arquitectònic de Catalunya.

## Descripció
Casa de planta rectangular construïda de pedra i posteriorment arrebossada. Totes les portes i finestres tenen una llinda d'una sola peça i els brancals de pedra. Posteriorment es van fer construccions annexes a la part lateral dreta.
La teulada és a doble vessant i està feta de teules.
El nom de L'Hostal és fruit de l'antiga utilització de l'edifici. Adossat a la part esquerra de la façana principal encara es conserva una placa ceràmica on es pot llegir: Pueblo de Sora, partido de Vich, provincia de Barcelona.